# Saber Interactive
Saber Interactive é uma desenvolvedora americana de jogos eletrônicos, fundada em 2001 por Andrey Iones, Matthew Karch e Anton Krupkin. Com sede em Maplewood, Nova Jersey, possui seus estúdios em São Petersburgo, Madri e Kiev. O jogo que marcou a estréia da empresa foi Will Rock, lançado em 2003 pela Ubisoft.
A empresa possui o Saber3D Engine, um mecanismo desenvolvido e usado desde 2003, com o lançamento do jogo Will Rock.

## Jogos
| Jogos                             | Plataformas                                  | Ano  | Publicadora            | Ref    |
| --------------------------------- | -------------------------------------------- | ---- | ---------------------- | ------ |
| Will Rock                         | PC                                           | 2003 | Ubisoft                | [ 1 ]  |
| TimeShift                         | PC, PlayStation 3, Xbox 360                  | 2007 | Vivendi Games          | [ 2 ]  |
| Battle: Los Angeles               | PC, PlayStation 3, Xbox 360                  | 2011 | Konami                 | [ 3 ]  |
| Halo: Combat Evolved Anniversary  | Xbox 360                                     | 2011 | Microsoft Game Studios | [ 4 ]  |
| Inversion                         | PC, PlayStation 3, Xbox 360                  | 2012 | Namco Bandai Games     | [ 5 ]  |
| God Mode                          | PC, PlayStation 3, Xbox 360                  | 2013 | Atlus                  | [ 6 ]  |
| R.I.P.D. The Game                 | PC, PlayStation 3, Xbox 360                  | 2013 | Atlus                  | [ 7 ]  |
| Halo: The Master Chief Collection | Xbox One                                     | 2014 | Microsoft Studios      | [ 4 ]  |
| Halo Online                       | PC                                           | 2015 | Innova Systems         | [ 8 ]  |
| MX Nitro                          | PC, PlayStation 4, Xbox One                  | 2017 | Miniclip               |        |
| Quake Champions                   | PC                                           | 2017 | Bethesda Softworks     | [ 9 ]  |
| NBA Playgrounds                   | PC, PlayStation 4, Xbox One, Nintendo Switch | 2017 | Mad Dog Games          | [ 10 ] |
| Spintires: MudRunner              | PC, PlayStation 4, Xbox One, Nintendo Switch | 2017 | Focus Home Interactive | [ 11 ] |
| Shaq Fu: A Legend Reborn          | PC, PlayStation 4, Xbox One, Nintendo Switch | 2018 | Wire Productions       | [ 10 ] |
| NBA 2K Playgrounds 2              | PC, PlayStation 4, Xbox One, Nintendo Switch | 2018 | 2K Games               | [ 12 ] |
| World War Z                       | PC, PlayStation 4, Xbox One                  | 2019 | Focus Home Interactive | [ 13 ] |